# Synonema obtusicaudata
Synonema obtusicaudata är en rundmaskart som först beskrevs av De Man 1899.  Synonema obtusicaudata ingår i släktet Synonema och familjen Aponchiidae. Inga underarter finns listade i Catalogue of Life.